# Andreas Rath
Andreas Rath (* 13. September 1962 in Ost-Berlin) ist ein ehemaliger deutscher Fußballspieler. In der höchsten Spielklasse des DDR-Fußballs, der Oberliga, spielte er für den BFC Dynamo und die BSG Energie Cottbus.

## Sportliche Laufbahn

### Gemeinschafts- und Clubstationen
Andreas Rath begann 1971 beim BFC Dynamo organisiert mit dem Fußballsport. Er durchlief im Nachwuchsbereich alle Teams des späteren DDR-Rekordmeisters. Der Defensivakteur gab in der Saison 1979/80 mit 17 Jahren unter Trainer Jürgen Bogs sein Debüt in der höchsten Spielklasse des DDR-Fußballs. Rath kam bis zu seinem Wechsel 1986 nach Cottbus nicht über eine Reservistenrolle beim Fußballclub der Sportvereinigung Dynamo hinaus. Überwiegend absolvierte er seine Punktspieleinsätze in der Nachwuchsoberliga und ab Mitte der 1980er-Jahre in der zweitklassigen Liga, in der die BFC-Reserve ab 1984/85 wieder mitwirken konnte. Durch seine Einsätze in der Oberligaelf war der Kfz.-Schlosser an sechs der ersten sieben Meistertiteln der Weinroten auf dem Spielfeld beteiligt. Im Europapokal der Landesmeister bestritt der frühere Juniorennationalspieler fünf Begegnungen.
Bei der BSG Energie Cottbus gehörte er zum Stammpersonal. Seinen ersten Einsatz für die Elf aus dem Stadion der Freundschaft in der Oberliga hatte der 1,74 Meter große Abwehrspieler am 16. August 1986 gegen den FC Karl-Marx-Stadt. Am 2. Mai 1987 gelang ihm sein erstes und einziges Tor in der Oberliga für Cottbus, als er in der 27. Minute gegen den FC Carl Zeiss Jena traf – dennoch verloren die Lausitzer das Spiel mit 2:1. Nach dem Abstieg im ersten Jahr gelang der Mannschaft der sofortige Wiederaufstieg ins Oberhaus. In der Saison 1988/89 kam Rath noch zu fünf Einsätzen, bevor er im Dezember seinen sogenannten Ehrendienst in der NVA antrat. Während dieser Zeit spielte er für die ASG Vorwärts Fünfeichen in der Bezirksliga Neubrandenburg. Danach schloss er sich nach dem Mauerfall zu Jahresbeginn 1990 dem Zweitligisten BSG Aktivist Schwarze Pumpe an und blieb dort ein Jahr. Bis Ende 1993 spielte er noch bei den unterklassigen Mannschaften SV Dissenchen 04 und Schmogrower SV 1946, bevor er seine Karriere beendete.

### Auswahleinsätze
Seine Leistungen im BFC-Nachwuchsbereich machten die Auswahltrainer des DFV auf ihn aufmerksam. Mit der ostdeutschen U-18 nahm er 1979 und 1980 an den Jugendwettkämpfen der Freundschaft teil. Im Frühjahr 1980 gehörte er zum DDR-Kader beim letzten UEFA-Juniorenturnier, der inoffiziellen Europameisterschaft dieser Altersklasse, bei dem die DFV-Junioren vor heimischer Kulisse bereits in der Vorrunde ausschieden. Mehr als 40 Einsätze in der DDR-Juniorennationalelf sind für ihn verzeichnet. Als er sich 1983 auf dem Weg zum Stammspieler in der Oberligamannschaft des BFC Dynamo zu entwickeln schien, wurde er fünfmal in der U-21-Auswahl der DDR aufgeboten.

## Statistik
- Oberliga: 57 Spiele / 2 Tore (BFC Dynamo 28/1), (Energie Cottbus 29/1)
- Liga: 54 Spiele / 6 Tore  (BFC Dynamo II 17/2), (Energie Cottbus 22/2), (Schwarze Pumpe 15/2)
- Europapokal: 5 Spiele

## Erfolge
- DDR-Meister: 1980, 1982, 1983, 1984, 1985, 1986
- Oberligaaufstieg: 1988